# Parafia Przemienienia Pańskiego w Grzymałkowie
Parafia Przemienienia Pańskiego w Grzymałkowie – parafia rzymskokatolicka, znajdująca się w diecezji kieleckiej, w dekanacie łopuszańskim.